# 골킥

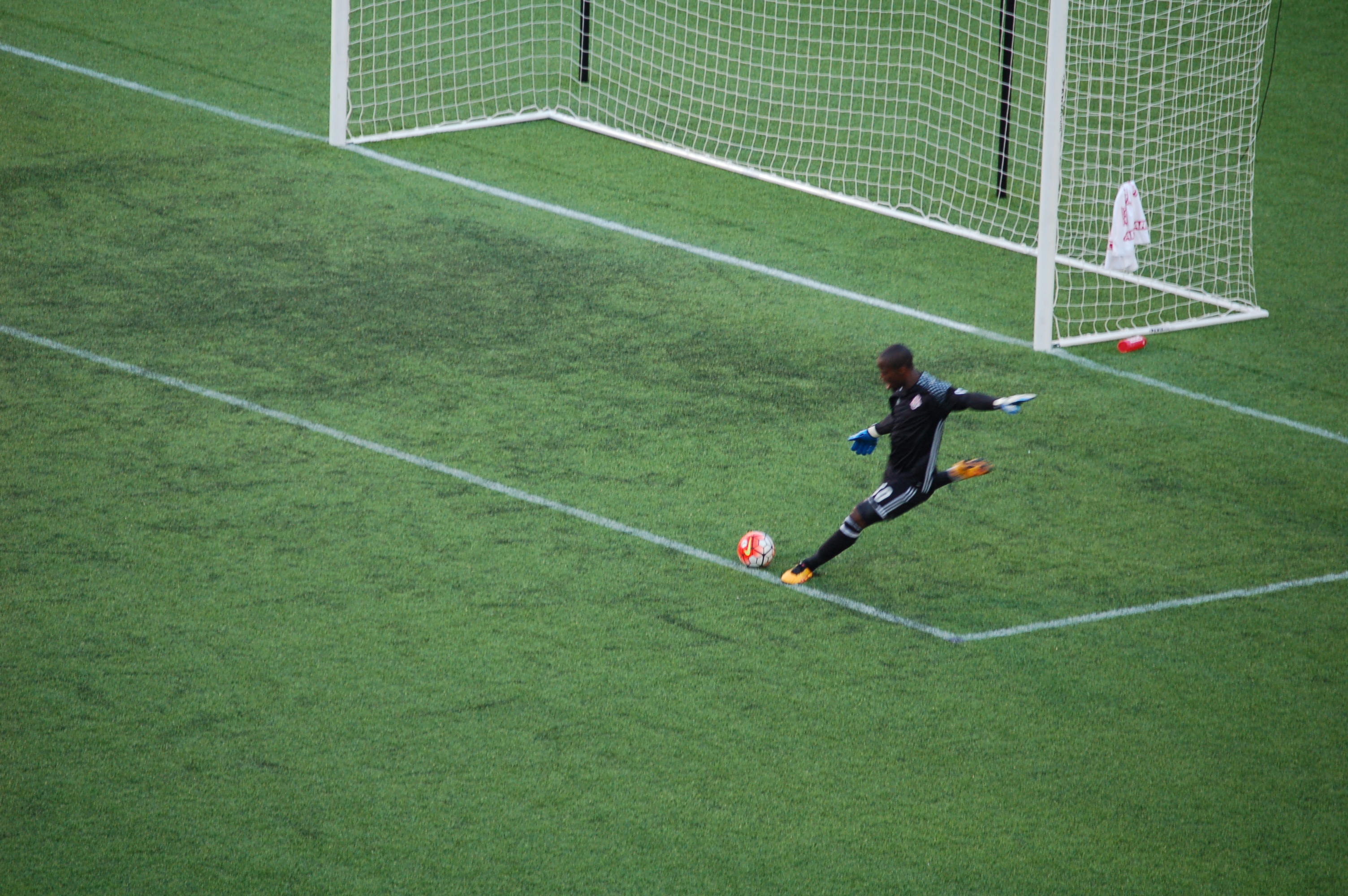

골킥(goal kick 또는 golie kick)은 축구 경기에서 공격측 선수가 상대편 골 라인 밖으로 공을 내보냈을 때 골 에어리어 내에서 수비측의 킥에 의해 경기를 재개하는 규칙이다. 대부분 골키퍼가 차게 되지만 경기규칙상 강제적인 것은 아니다.